# Mercedes-Benz OM 300 (klein)
Die Baureihe Mercedes-Benz OM 300 (klein) umfasst mehrere Generationen Vier- und Sechszylinder-Diesel-Reihenmotoren (OM = Ölmotor), die hauptsächlich für den Antrieb leichter LKW produziert wurden. Die Ursprünge reichen in die Zeit um den Zweiten Weltkrieg zurück, abgelöst wurden die Motoren Mitte der 1990er-Jahre durch die neue Baureihe 900.

## Geschichte und Entwicklung
Mercedes-Benz war auch vor dem Krieg in allen Marktsegmenten für LKW vertreten, der eigene 3-Tonner L 3000 war allerdings deutlich zu teuer und zu schwer. Grund für das hohe Gewicht war maßgeblich dessen Dieselmotor OM 65/4 mit 75 PS (55 kW) bei 2250 min−1. In der Klasse leichter LKW mit drei Tonnen Nutzlast war Opel mit dem Opel Blitz mit weitem Abstand der Marktführer. Der Blitz hatte einen Sechszylinder-Ottomotor mit 3,6 l Hubraum, war leicht und günstig in der Herstellung, außerdem zuverlässig und robust. Für einen konkurrenzfähigen Leicht-LKW benötigte Mercedes-Benz einen kleinen und leichten Dieselmotor. Der Motor sollte deshalb mit 3000 min−1 eine ungewöhnlich hohe Nenndrehzahl haben, dies war damals in vielfacher Hinsicht ein Wagnis.
Die Entwicklung begann um 1938 und war etwa 1941 abgeschlossen. Aufgrund des Krieges konnten die Fertigungseinrichtungen nicht mehr beschafft werden, zudem wurde Mercedes-Benz 1942 verpflichtet, den Opel Blitz in Lizenz zu fertigen. Bei Kriegsende waren die Fertigungseinrichtungen für den Motor des Opel Blitz fertiggestellt und auch weitgehend unzerstört. Das Problem war das gleiche wie vor dem Krieg: Benötigt wurden ein Leicht-LKW und ein passender Motor. Unter den Mangelbedingungen der frühen Nachkriegszeit mussten also der Motor und die bestehende Fertigungseinrichtung aneinander angepasst werden.
Der Blitz-Motor hatte nur vier Kurbelwellen-Hauptlager, jeweils zwei Zylinder standen wegen des fehlenden Hauptlagers enger beieinander als die Zylinder mit dazwischenliegendem Lager. Der Vorkriegs-R6-Motor OM 302 wurde weiterentwickelt: Die sieben Kurbelwellenhauptlager blieben, die Zylinderabstände wurden an die Fertigungseinrichtungen angepasst und deshalb ungleichmäßig. Fertig war der OM 312. Eine angemessen sorgfältige Erprobung war nur deshalb möglich, weil das Fahrzeug L 3250 erst ein Jahr später als geplant fertig wurde.
1954 kam eine turboaufgeladene Version des OM 312 für Sonderfahrzeuge hinzu. Aufgrund der damals schlechten Zuverlässigkeit der Turbolader und der geringen Akzeptanz bei den Kunden wurde etwa gleichzeitig für den normalen Güterverkehr der leistungsstärkere im Wesentlichen auf dem OM 312 basierenden OM 321 eingeführt, von diesem folgten zwei Jahre später wiederum zwei turboaufgeladene Versionen.
Der OM 322 war dann später die letzte Version dieser Motoren mit Vorkammereinspritzung, eine Variante des OM 321 mit veränderter Bohrung und verändertem Hub. Die beengten Platzverhältnisse in Verbindung mit der Vorkammer verursachten erhebliche thermische Probleme in dem Motor, sodass am Ende seiner Produktionszeit die Schadenquote immer noch mehr als zehn Mal so hoch lag wie bei dem Nachfolger mit Direkteinspritzung im ersten Produktionsjahr.

### Umstellung auf Direkteinspritzung
Mit dem OM 352 wurde 1964 für diese Motorenbaureihe die Ära der Direkteinspritzung eingeläutet, Versuche dazu gab es bereits seit über zehn Jahren. Er ersetzte alle seine Vorgänger, und es gab ihn deshalb auch leistungsreduziert. Nachdem ein Vierteljahrhundert zuvor die Entwicklungsarbeiten zu dieser Baureihe mit einem Vierzylinder begonnen hatten, folgte 1965 mit dem OM 314 der erste Vierzylinder-Dieselmotor im Verkaufsprogramm. Dieser war bis auf die Zylinderzahl baugleich mit dem OM 352 und für die neuen leichten LKW mit Kubischer Kabine leicht vorgesehen. Die Vierzylindermotoren liefen unkultiviert, aber sie  waren zuverlässig und erstmals galt dies auch für die dann folgenden Turbomotoren.
1983 wurden die OM 314/OM 352 nochmals gründlich überarbeitet und als OM 364/OM 366 auf den Markt gebracht. Notwendig wurde dies durch die verschärfte Umweltgesetzgebung, die den Wandel hin zu kleineren Zylinderzahlen mit Turboaufladung und Ladeluftkühlung beförderte. Weiter verschärfte Abgasgrenzwerte machten dann in den 1990er-Jahren endgültig eine Neuentwicklung notwendig, die Baureihe 900.

## Technische Beschreibung OM 312
Der OM 312 ist ein stehender Reihen-Sechszylinder-Viertakt-Zweiventil-Dieselmotor mit Vorkammereinspritzung und Wasserkühlung. Der Zylinderblock des Motors ist mit dem geteilten Kurbelgehäuse vergossen und aus nickellegiertem Gusseisen hergestellt. Die Zylinderlaufbuchsen sind in den Block eingegossen. Bei einer Zylinderbohrung von 90 mm und einem Kolbenhub von 120 mm hat der Motor insgesamt einen Hubraum von 4580 cm³. In den Zylindern laufen geschmiedete Kolben aus Leichtmetall von Mahle mit vier Kompressionsringen und zwei Ölabstreifringen. Die Kraft wird über schräggeteilte Pleuel mit Gleitlagern aus Bleibronze mit Stahlstützschalen auf eine geschmiedete und an sämtlichen Lagerstellen gehärtete Kurbelwelle übertragen, die siebenfach in Bleibronze-Gleitlagern, ebenfalls mit Stahlstützschalen im Kurbelgehäuse gelagert ist. Sie ist mit sechs Gegengewichten und einem Schwingungsdämpfer versehen.
Im Kurbelgehäuse läuft eine vierfach in Gleitlagern gelagerte untenliegende Nockenwelle, die über schrägverzahnte Stirnräder angetrieben ist. Sie betätigt über Stößel, Stoßstangen und Kipphebel die senkrecht hängenden Ventile. Jeder Zylinder hat ein Ein- und ein Auslassventil. Die Ventile hängen in einem abnehmbaren Zylinderkopf aus Gusseisen, der alle Zylinder abdeckt. Zum Zylinderblock hin ist eine asbesthaltige Zylinderkopfdichtung eingebaut.
Zur Schmierung wird eine Druckumlaufschmierung benutzt, die von einer Zahnradölpumpe aufrechterhalten wird. Der Ölfilter ist im Hauptstrom verbaut. Das Öl wird von einem Ölkühler gekühlt, der über einen Temperaturregler verfügt. Der Kraftstoff wird aus dem Tank mit einer Kraftstoffpumpe gefördert und mit einem Filzrohrfilter gereinigt. Danach wird der Sprit zur Einspritzpumpe des Typs Bosch PES 6 A70 B 410 RS 64/7 gefördert, die ihn über Einspritzdüsen des Typs Bosch DNO SD 211 in die Vorkammer einspritzt. Ein Fliehkraftdrehzahlregler begrenzt die Höchstdrehzahl. Die Luft wird vor dem Kühler angesaugt und mit einem Ölbadluftfilter gereinigt, der auch das Ansauggeräusch des Motors dämpft. Gekühlt wird der Motor mit einem Röhrenkühler, dessen warme Abluft von einem Ventilator fortgeblasen wird.
Die Abgabeleistung des Motors betrug zunächst 90 PS (66 kW), wurde aber ab 1956 durch eine Erhöhung der Verdichtung, der Drehzahl und anderer Steuerzeiten auf 101 PS (74 kW) erhöht.

## Technische Beschreibung OM 352
Der OM 352 ist ein Reihen-Sechszylinder-Viertakt-Dieselmotor mit zwei Ventilen und Wasserkühlung, wesentlicher Unterschied zum OM 322 und 321 ist die Direkteinspritzung in die Kolbenmulde. Der Zylinderblock des Motors ist aus Molybdän-Chrom-legiertem Sondergusseisen gegossen, das Kurbelgehäuse ist aus legiertem Sondergrauguss hergestellt. Bei einer Zylinderbohrung von 97 mm und einem Kolbenhub von 128 mm hat der Motor einen Gesamthubraum von 5675 cm³. Die Kolben sind geschmiedete Kolben aus Leichtmetall von Mahle mit jeweils drei Kompressionsringen und zwei Ölabstreifringen. Die Kraft wird über schräggeteilte Pleuel aus Vergütungsstahl mit Doppel-T-Querschnitt auf eine geschmiedete und an den Lagerstellen gehärtete, siebenfach gelagerte Kurbelwelle übertragen. Pleuel und Kurbelwelle haben Dreistofflager mit Stahlstützschalen. Die Kurbelwelle ist mit Gegengewichten und Schwingungsdämpfern versehen.
Im Kurbelgehäuse läuft eine vierfach in Gleitlagern gelagerte Nockenwelle aus gehärtetem Vergütungsstahl, die über schrägverzahnte Stirnräder von der Kurbelwelle angetrieben wird. Sie betätigt über Stoßstangen und Kipphebel die hängenden Ventile. Jeder Zylinder hat ein Ein- und ein Auslassventil. Der alle Zylinder abdeckende Zylinderkopf aus Molybdän-Chrom-legiertem Sondergusseisen ist mit einer asbesthaltigen Zylinderkopfdichtung zum Zylinderblock hin abgedichtet.
Die Druckumlaufschmierung arbeitet mit einer Zahnradölpumpe und einem Ölfilter im Hauptstrom sowie einem Ölfilter im Nebenstrom. Der Kraftstoff wird durch einen Filzrohrfilter gereinigt und mit einer Einspritzpumpe des Typs Bosch PES 6 A70 C 410 RS 2085 durch Einspritzdüsen des Typs Bosch DLLA 150 S 187 in die Kolbenmulden einspritzt. Die Einspritzpumpe hat einen Fliehkraftdrehzahlregler. Die Luft wird mit einem Ölbadluftfilter gereinigt. Gekühlt wird der Motor mit einem Röhrenkühler, dessen warme Abluft ein Ventilator fortbläst.
Dieser Motor leistet 126 PS (93 kW) bei 2800 min−1 und liefert ein Drehmoment von 36 kpm / 353 Nm bei 1600 min−1. Ab 1966 konnte der Motor auch mit Turbolader als OM 352 A geliefert werden, seine Leistung stieg durch die Aufladung auf 150 PS (110 kW) bei 2800 min−1, eine weiter überarbeitete Variante OM 352 X leistet 168 PS (124 kW) bei 2800 min−1.

## Ottomotoren
Aus den Dieselmotoren wurden im Laufe der Jahre einige Ottomotoren mit Vergaser abgeleitet. Sie wurden mit Benzin betrieben. Bestimmt waren sie (mit Ausnahme des M 324) für den Export oder für Militärfahrzeuge entsprechend NATO-Forderungen.

## Technische Daten
| Motortyp* | gebaut ab | Bauform | Bohrung × Hub    | Hubraum  | Gemisch- bildung | Leistung und Bemerkungen |
| --------- | --------- | ------- | ---------------- | -------- | ---------------- | --- |
| OM 301    | –         | R4      | 90 mm × 120 mm   | 3052 cm³ | Vorkammer        | Prototyp um 1940 |
| OM 302    | –         | R6      | 90 mm × 120 mm   | 4578 cm³ | Vorkammer        | Prototyp um 1941, 80 PS (59 kW) bei 3000 min−1 |
|           |           |         |                  |          |                  | |
| Blitz     | –         | R6      | 90 mm × 95 mm    | 3626 cm³ | Vergaser         | 75 PS (55 kW), L701 |
|           |           |         |                  |          |                  | |
| OM 312    | 1949      | R6      | 90 mm × 120 mm   | 4578 cm³ | Vorkammer        | 90 PS (66 kW) bei 2800 min−1, später 100 PS (74 kW) bei 3000 min−1, 65 PS (48 kW) im Unimog U406                                                            |
| OM 312 A  | 1954      | R6      | 90 mm × 120 mm   | 4578 cm³ | Vorkammer        | 115 PS (85 kW) bei 3000 min−1 |
| M 312     | 1954      | R6      | 90 mm × 120 mm   | 4578 cm³ | Vergaser         | 110 PS (81 kW) bei 3000 min−1 |
| OM 321    | 1954      | R6      | 95 mm × 120 mm   | 5101 cm³ | Vorkammer        | 110 PS (81 kW) bei 3000 min−1 |
| OM 321 Am | 1956      | R6      | 95 mm × 120 mm   | 5101 cm³ | Vorkammer        | 126 PS (93 kW) bei 3000 min−1 |
| OM 321 A  | 1956      | R6      | 95 mm × 120 mm   | 5101 cm³ | Vorkammer        | 132 PS (97 kW) bei 3000 min−1 |
| OM 322    | 1959      | R6      | 97 mm × 128 mm   | 5672 cm³ | Vorkammer        | 126 PS (93 kW) bei 2800 min−1 |
| OM 324    | 1960      | R4      | 95 mm × 120 mm   | 3402 cm³ | Vorkammer        | 78 PS (57 kW), OEM-Motor für Toyota-Geländewagen |
|           |           |         |                  |          |                  | |
| OM 314    | 1965      | R4      | 97 mm × 128 mm   | 3758 cm³ | Direkt           | 80 PS (59 kW), später 85 PS (63 kW) |
| OM 314 A  | 1981      | R4      | 97 mm × 128 mm   | 3758 cm³ | Direkt           | 85 PS (63 kW), nur im MB-trac 900 & MB-trac turbo 900 (bis 1987) verbaut, daher sehr kleine Stückzahlen                                                     |
| OM 352    | 1964      | R6      | 97 mm × 128 mm   | 5638 cm³ | Direkt           | 126 PS (93 kW), später 130 PS (96 kW), reduziert mit 100 PS (74 kW) oder 110 PS (81 kW), im Unimog auch mit 65, 70, 84 oder 90 PS (48, 95, 114 oder 122 kW) |
| OM 352 A  | >1965     | R6      | 97 mm × 128 mm   | 5638 cm³ | Direkt           | 150 PS (110 kW), später 156 PS (115 kW), 168 PS (124 kW), 172 PS (127 kW)                                                                                   |
| M 352     | 1966      | R6      | 97 mm × 128 mm   | 5672 cm³ | Vergaser         | 130 PS (96 kW) bei 2800 min−1 |
| OM 353    | ?         | R6      | 97 mm × 128 mm   | 5672 cm³ | Direkt           | technisch identisch mit dem OM 352, die Umnummerierung kam durch die große Variantenvielfalt, sonst wären Baumuster-Nummern doppelt vergeben worden         |
| OM 362 LA | 1983      | R6      | 97 mm × 128 mm   | 5672 cm³ | Direkt           | 192 PS (141 kW) bei 2600 min−1, Weiterentwicklung des OM 352 A als Vorstufe zum OM 366 (L(A))                                                               |
|           |           |         |                  |          |                  | |
| OM 360    | –         | –       | –                | –        | –                | OM 360 (neu) Sammelbezeichnung für OM 364/366, OM 360 (alt) ist dagegen ein 8,4-l-Motor                                                                     |
| OM 364    | 1984      | R4      | 97,5 mm × 133 mm | 3970 cm³ | Direkt           | 90 PS (66 kW) bei 2800 min−1 |
| OM 364 A  | 1986      | R4      | 97,5 mm × 133 mm | 3970 cm³ | Direkt           | 115 PS (85 kW) bei 2800 min−1 |
| OM 364 LA | 1994      | R4      | 97,5 mm × 133 mm | 3970 cm³ | Direkt           | 136 PS (100 kW) bei 2600 min−1 |
| OM 362    | –         | –       | –                | –        | –                | verkürzt für OM 362 LA, siehe oben |
| OM 366    | 1984      | R6      | 97,5 mm × 133 mm | 5955 cm³ | Direkt           | 136 PS (100 kW) bei 2800 min−1 |
| OM 366 A  | 1984      | R6      | 97,5 mm × 133 mm | 5955 cm³ | Direkt           | 170 PS (125 kW) bei 2600 min−1, 136 PS (100 kW) bei 2400 min−1 im Unimog U 1300 L/LKW 2t tmil gl                                                            |
| OM 366 LA | 1991      | R6      | 97,5 mm × 133 mm | 5955 cm³ | Direkt           | 192–200 PS (141–147 kW) bei 2600 min−1, später 240 PS (177 kW) bei 2600 min−1                                                                               |

 * Der Motortyp ist wie folgt verschlüsselt:
M = Motor (Otto), OM = Ölmotor (Diesel), Baureihe = 3-stellig, L = Ladeluftkühlung, A = Abgasturbolader, Am = Abgasturbolader mild